# Bréviaire de Martin V
Le bréviaire de Martin V est un manuscrit richement enluminé de la seconde moitié du XIVe siècle qui est conservé à la Bibliothèque apostolique vaticane à Rome sous la cote Codex Vaticanus latinus 14701.

## Historique
Ce bréviaire a été créé entre 1360 et 1370 à Avignon. La provenance du bréviaire est confirmée par la fête de la dédicace de la cathédrale Notre-Dame-des-Doms dans le calendrier, ainsi que par la présence de plusieurs saints d'origine avignonnaise (comme saint Elzéar). Certains experts comme Manfredi ont signalé que l'évêque Pierre d'Aigrefeuille dont le blason est présent dans une lettrine du folio 238 verso pourrait être le commanditaire. Il aurait par la suite été donné au pape Martin V.

## Description
Il se compose de 486 folios en soixante-deux fascicules quaternes (sauf le fascicule I, folios 1 à 6 de trois feuilles; le fascicule II, folios de 7 à 16 de cinq feuilles; le fascicule XXXIV, folios 469 à 478 de cinq feuilles; il manque au fascicule XII sa dernière feuille) et mesure 43,5 cm sur 31 cm. Il est rédigé en écriture gothique à la française.
Il contient les textes suivant : le calendrier (f.1-6), le psautier (f.7-63), le temporal (f.65-263), le sanctoral (f.264-441), le commun (f.441-468), et diverses prières (f.469-485).
Ses bas de pages sont illustrés de drôleries et ses marges de frises à motifs végétaux. Tous les blasons de bas de page ont été repeints par la suite à Milan, et deux anges soutenant un blason ont été ajoutés au folio 8 recto.

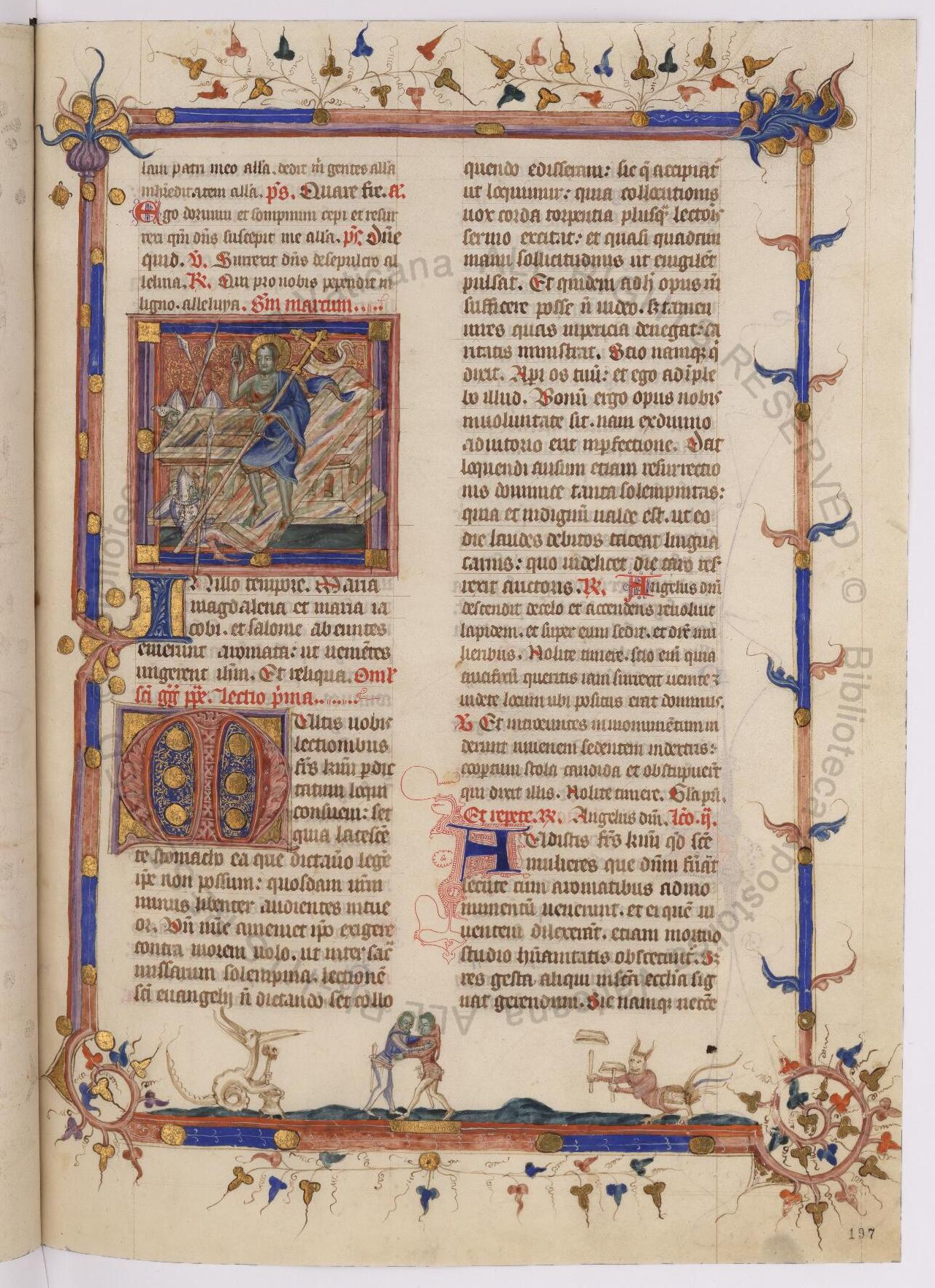
La Résurrection, folio 197 recto.
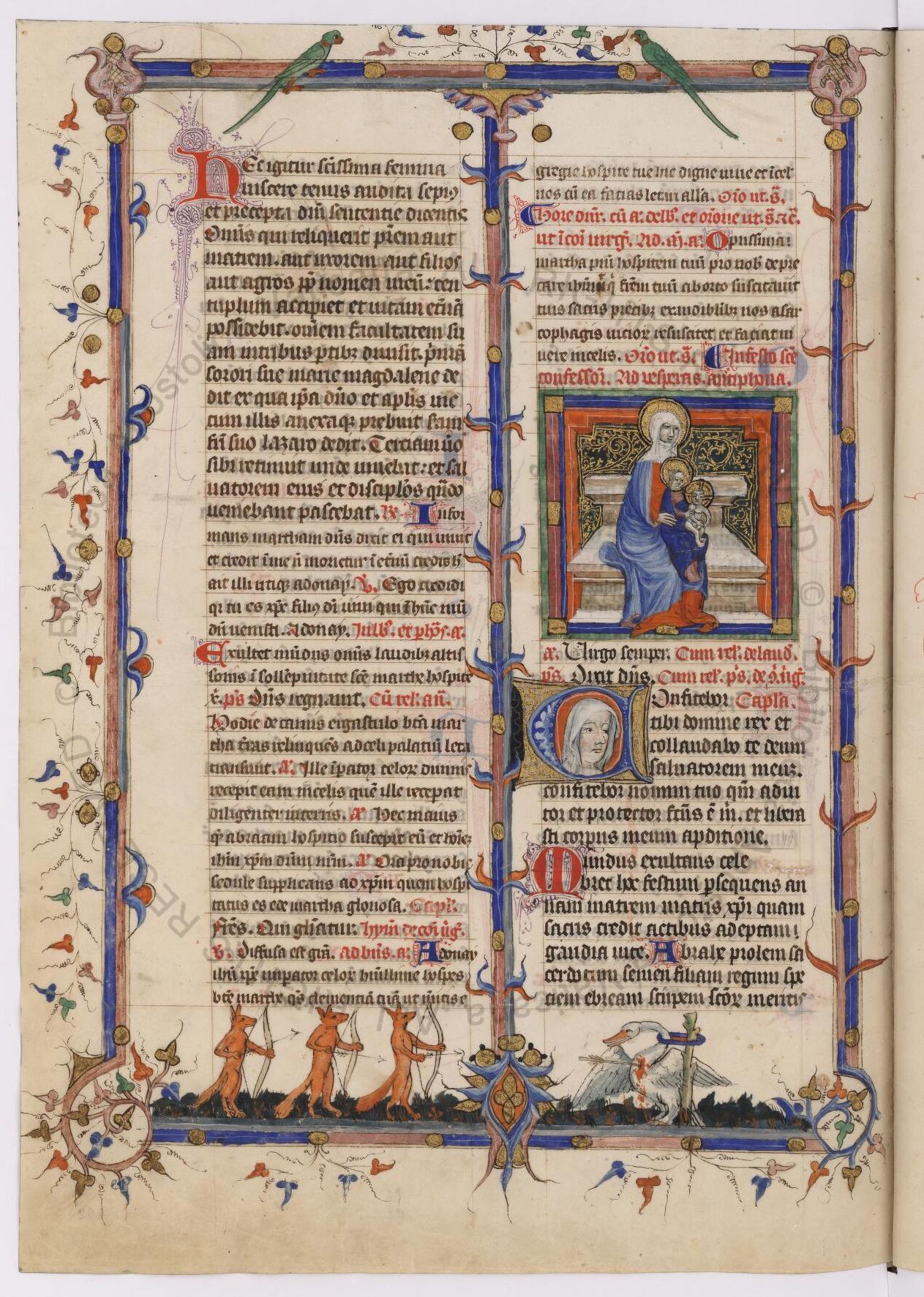
Sainte Anne, Marie et l'Enfant Jésus, folio 482 verso.